# Intrusie (geologie)

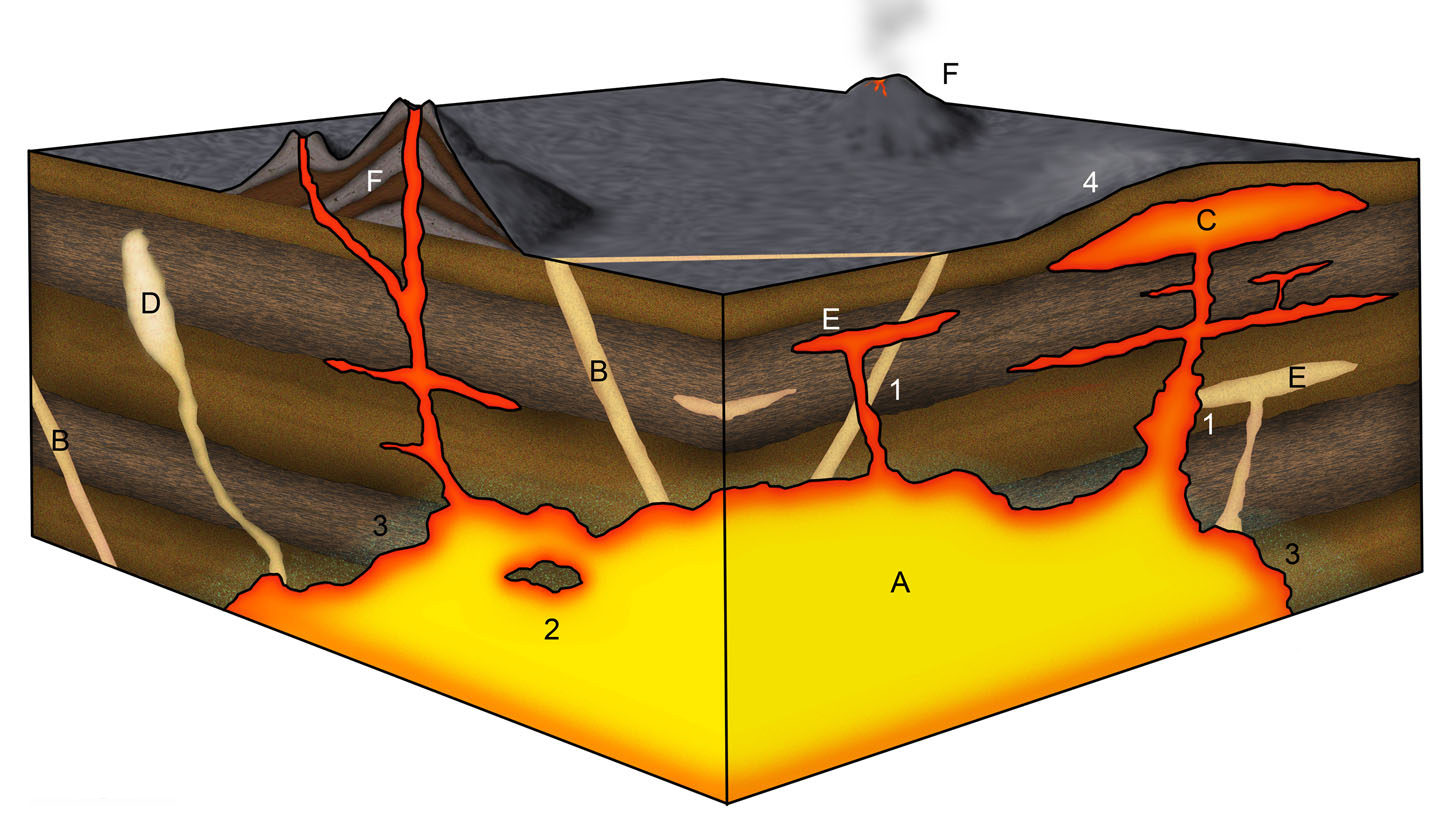
Schematische weergave van intrusielichamen in een gebied waar vulkanisme plaatsvindt. A = batholiet (nog niet gestold: een magmakamer); B = dike; C = laccoliet; D = pegmatiet; E = sill; F = stratovulkaan. Processen in de afbeelding: 1 = jongere intrusie snijdt door een oudere heen; 2 = xenoliet of roof pendant in een magmakamer; 3 = contactmetamorfose; 4 = aardoppervlak wordt opgeheven als gevolg van het ontstaan van een laccoliet.

Intrusie, magmatisme of plutonisme is in de geologie het proces waarbij een magmalichaam in vast gesteente binnendringt. Zulke magmalichamen worden intrusies of plutonen genoemd, ook wanneer het magma gestold is en dieptegesteente is geworden. Wanneer een intrusie in vast gesteente binnendringt ("intrudeert") worden aanwezige oudere structuren in het gesteente door de intrusie doorsneden. Intrusies kunnen in verschillende vormen voorkomen, zoals batholieten, dikes, sills of laccolieten. Wanneer het magma tot aan het aardoppervlak doordringt spreekt men niet meer over intrusie maar over vulkanisme. Vanwege de relatief grote competentie van dieptegesteente (erosie gaat relatief langzaam) vormen intrusielichamen vaak uitstekende verhogingen in het landschap, zoals plateaus of bergmassieven.

## Soorten intrusies

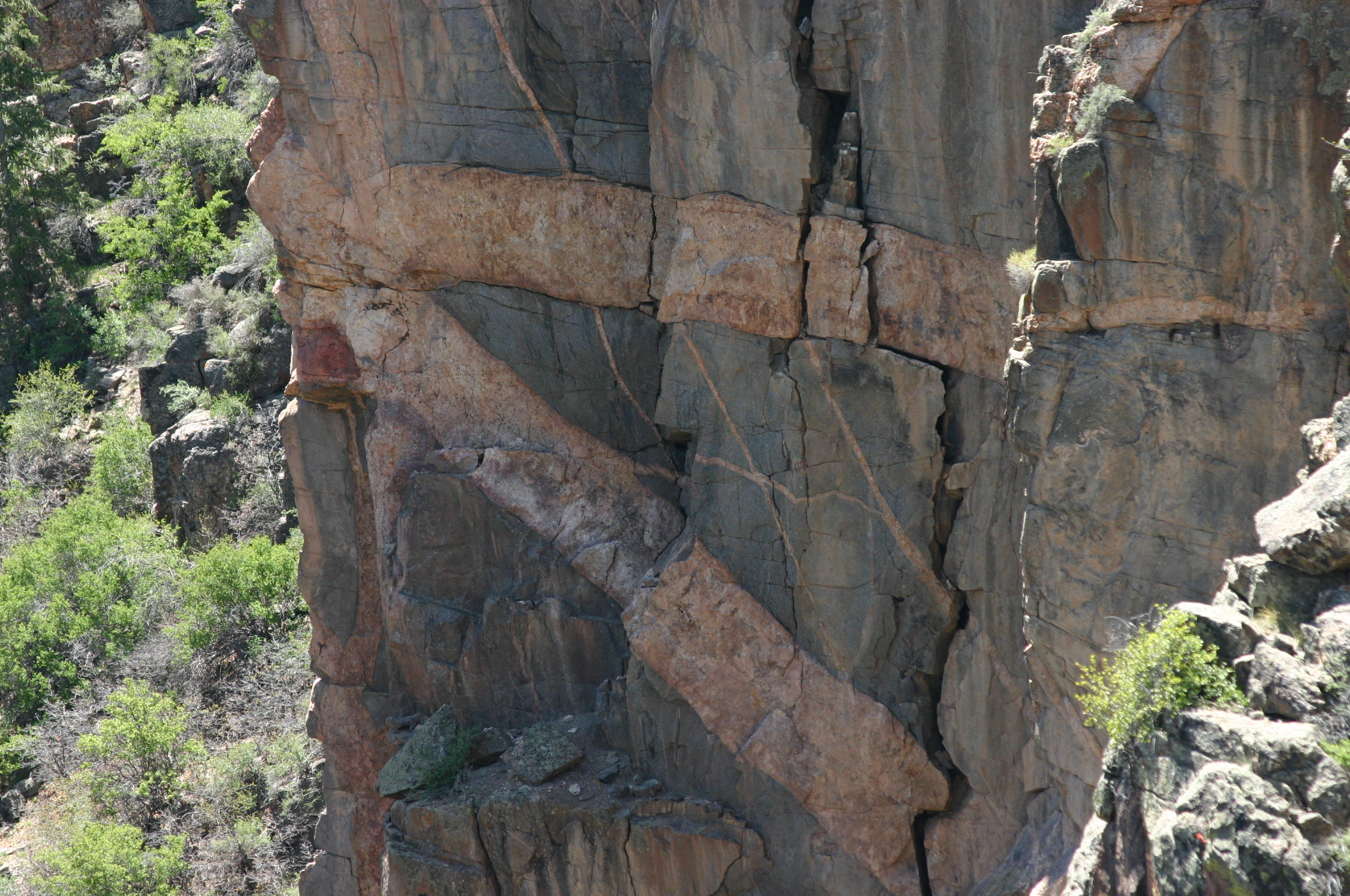
Dikes in gesteente, waarbij de horizontale dike doorsneden wordt door de diagonale. Locatie: Gunnison National Park, Colorado (VS)

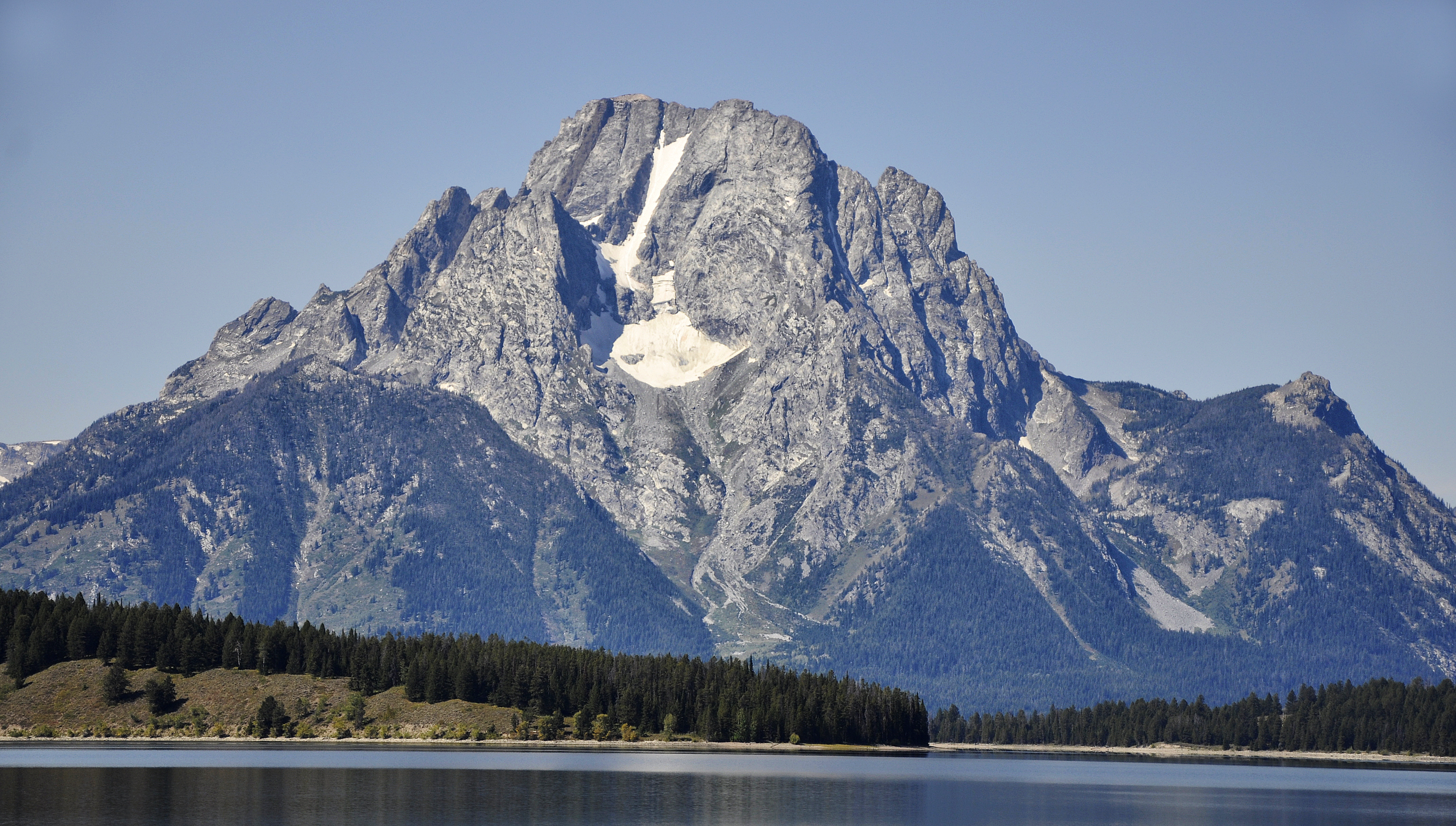
Mount Moran en een intrusie - 1300 Ma oud - centraal in de berg - Tetongebergte, VS

### Vorm en grootte
Intrusies kunnen in zeer veel verschillende vormen en groottes voorkomen. De vorm van een intrusie is niet altijd gemakkelijk te bepalen omdat het gestolde lichaam aan het oppervlak gedeeltelijk door erosie verdwenen is, of omdat onduidelijk is hoe de intrusie onder het oppervlak precies doorloopt. Door middel van seismiek kan de vorm van intrusies in de ondergrond onder vulkanen soms echter globaal in kaart gebracht worden.
Intrusies kunnen een gesteente ofwel parallel aan bestaande structuren binnendringen, of deze doorsnijden. In het eerste geval spreekt men van een concordante intrusie, in het tweede geval van een discordante intrusie. Dichter bij het oppervlak is gesteente bros en splijt het langs voorkeursrichtingen, zoals een gelaagdheid. Ook een magma zal makkelijker langs deze voorkeursrichtingen in het gesteente kunnen binnendringen. Daarom komen in de bovenste delen van de aardkorst veel concordante intrusies voor.
De grootste intrusieve lichamen die aan het aardoppervlak gevonden zijn worden batholieten genoemd en vormden grote magmakamers in de diepere delen van de aardkorst. Wanneer het totale oppervlak dat een intrusielichaam minder dan 100 km² is, spreekt men niet meer van een batholiet maar van een stock. Batholieten vormen vaak groepen, die in de as van een gebergte of andere grote tektonische structuur liggen.
Een dike is een discordant planair lichaam van geringe dikte vergeleken met zijn laterale afmetingen. Typisch hebben dikes een dikte van enkele meters, wat tot enkele kilometers op kan lopen. De grootst bekende dikes strekken zich uit over honderden kilometers. Dikes vormen de vlakken waarlangs het magma zijn weg naar boven door de korst baant. Vaak komen ze voor in groepen, die dike swarms genoemd worden. Een actieve dike kan magma naar een vulkaan aan de oppervlakte brengen, of tot een zekere diepte in de korst, waar het magma zich in een reservoir ophoopt. Een voorbeeld van zo'n reservoir is een sill. Sills zijn net als dikes planaire intrusies, maar in tegenstelling tot dikes zijn ze concordant en volgen de gelaagdheid van het omringende gesteente. Een laccoliet is net als een sill meestal concordant, maar heeft een relatief grote dikte. Het verschil in vorm ontstaat doordat het magma in een laccoliet stroperiger is en minder ver uitstroomt.

### Soorten magma
De samenstelling van magma kan bestudeerd worden op plekken waar het als lava aan het oppervlak komt. Makkelijker en directer is het om oude, gestolde intrusies die door erosie aan het oppervlak zijn komen te liggen te analyseren. Vooral op de continenten zijn vaak vele voorbeelden van zulke lichamen voorhanden.
Intrusies bestaan, wanneer ze zijn afgekoeld en gestold, uit intrusief gesteente (ook wel magmatisch gesteente of dieptegesteente genoemd). Dieptegesteente bestaat uit kristallen, die bij het stollen van het magma zijn gegroeid. Dit type gesteente vormt het overgrote deel van de aardkorst (maar niet het grootste deel van het oppervlak). Het bekendste dieptegesteente is waarschijnlijk graniet, dat voornamelijk op continenten voorkomt.
Er zijn een groot aantal verschillende typen dieptegesteente, maar verreweg de meeste bevatten aanzienlijke hoeveelheden silica (SiO2). De hoeveelheid silica in een dieptegesteente is onder andere van invloed op de kleur en dichtheid. Gesteenten met relatief veel silica (tot 80% van het gewicht) worden felsisch genoemd en hebben een relatief lage dichtheid en een lichte kleur, zoals graniet. Gesteenten met relatief weinig silica (dat wil zeggen: minder dan 55% van het gewicht) worden mafisch genoemd, hebben een relatief hoge dichtheid en een donkere kleur, zoals gabbro. Daartussenin zitten intermediaire gesteenten, zoals dioriet. Gesteenten met minder dan minder dan 45% silica worden ultramafisch genoemd en zijn relatief zeldzaam. Er zijn slechts een paar zeer zeldzame uitzonderingen die nauwelijks silica bevatten, zoals carbonatiet, een dieptegesteente dat voornamelijk uit carbonaten (CO32−) bestaat.